# Stijn Bex
Stijn Maurits Hendrik Bex (Diest, 15 juni 1976) is een Belgisch politicus voor Groen.

## Levensloop

### Jeugd
Hij is de zoon van  Jos Bex, voormalig Vlaams volksvertegenwoordiger. Hij studeerde in 2001 af als licentiaat in de rechten aan de Katholieke Universiteit Leuven.

### Politieke carrière
Van 1999 tot 2003 werkte Bex op de persdienst van Bert Anciaux en Paul Van Grembergen, ministers in de Vlaamse Regering. In 2000 werd hij verkozen in het partijbestuur van de Volksunie. Nadat de VU uiteenviel, trad hij in 2001 toe tot Spirit, waarvan hij van augustus tot oktober 2003 woordvoerder was.
Hij kwam in oktober 2003 in de Kamer van volksvertegenwoordigers voor de kieskring Leuven ter vervanging van sp.a-er Saïd El Khadraoui, die ontslag nam om te zetelen in het Europees Parlement. Bex kwam als homoseksueel op voor homorechten en liet zich meerdere malen horen in het debat over adoptie door homokoppels. Verder behandelde hij naturalisatieprocedures en zette hij zich in voor geweldloosheid. Bij de lokale verkiezingen 2006 werd hij verkozen in de gemeenteraad van Leuven, maar een jaar later, bij de federale verkiezingen van 2007, werd hij niet herkozen in de Kamer. Vervolgens was hij van 2008 tot 2009 opnieuw kabinetsmedewerker van Vlaams minister Bert Anciaux.
Op 13 januari 2009 maakte hij zijn overstap bekend van Vl.Pro naar de sp.a samen met Bert Anciaux, Joris Vandenbroucke en Jan Roegiers. Hij kreeg de vijfde plaats op de Vlaams-Brabantse lijst voor de Vlaamse verkiezingen op 7 juni 2009. Hij behaalde 4.622 voorkeurstemmen, maar werd niet verkozen.
Op 2 maart 2010 kondigde Bex zijn overstap van sp.a naar Groen! aan. Als reden voor de overstap noemde hij het gebrek aan interne openheid in de partij en het feit dat sp.a zich meer en meer op de zuil en de vakbond terugplooide. Daarom voelde hij zich, als progressieve vrijdenker, niet langer thuis in de partij.  Bij de federale verkiezingen van 13 juni 2010 stond hij op de tweede plaats in de kieskring Leuven voor de kamer. Hij werd niet verkozen. Na deze verkiezingen werd hij parlementair medewerker van Groen-parlementslid Eva Brems.
Voor de lokale verkiezingen 2012 stond Bex op de 44e plaats als 2de lijstduwer voor Eva Brems. Hij kreeg 443 stemmen, maar dat was niet voldoende om herkozen te geraken als gemeenteraadslid.
Vervolgens woonde Bex enkele jaren in de Duitse hoofdstad Berlijn, waarna hij naar Brussel verhuisde. Hij was er actief als voogd van niet-begeleide minderjarige vluchtelingen. Ook werkte hij als coördinator in de sector van sociale verhuurkantoren.
Bij de Vlaamse verkiezingen van 26 mei 2019 werd hij aangesteld als lijsttrekker van de Groen-lijst in de kieskring Brussel-Hoofdstad. Hij werd effectief verkozen in het Vlaams Parlement en legde zich er toe op verkeersveiligheid en het beleid rond openbaar vervoer en fietsen. Bex bleef Vlaams Parlementslid tot in 2024. Ook zetelde hij tot oktober 2020 als deelstaatsenator in de Senaat, waar hij tevens tweede ondervoorzitter was.
Op 9 juni 2024 bekleedde Bex de vierde plaats op de Groen-lijst voor het Brussels Hoofdstedelijk Parlement. In eerste instantie raakte hij niet verkozen, maar hij kon toch plaatsnemen in het parlement als vervanger van Brussels minister Elke Van den Brandt. Bex werd vervolgens aangesteld tot fractievoorzitter voor zijn partij in het Brusselse parlement.